# Aedes pembaensis
Aedes pembaensis é um espécie de mosquito do Género Aedes, pertencente à família Culicidae.